# Cristaria plicata
Бисерна шкољка "петлова креста" је род шкољки које живе у слатким водама.

## Распрострањеност
Ова врста је пореклом из североисточне Азије, а сада присутна и у деловима југоисточне Азије. Ова велика шкољка је наведен као угрожена у Јужној Кореји.

## Биологија
Митохондријски геном ове врсте је секвенциран у 2011. или 2012. године.

## Употреба
У Кини, ова врста је позната као један од најважнијих слатководних шкољки за производњу бисера у земљи.Користи се у медицинске сврхе.